# 621年
| 千纪： | 1千纪 |
| 世纪： | 6世纪 \| 7世纪 \| 8世纪 |
| 年代： | 590年代 \| 600年代 \| 610年代 \| 620年代 \| 630年代 \| 640年代 \| 650年代                                                                                  |
| 年份： | 616年 \| 617年 \| 618年 \| 619年 \| 620年 \| 621年 \| 622年 \| 623年 \| 624年 \| 625年 \| 626年                                                            |
| 纪年： | 辛巳年（蛇年）；高昌重光二年；林士弘太平五年；窦建德五凤四年；梁師都永隆四年；唐武德四年；高开道始兴四年；王世充开明三年；李子通明政三年；新罗建福三十八年 |

## 大事记
- 中国
  - 朱粲建立的楚滅亡。
  - 李世民在虎牢之战中打败窦建德，迫使王世充投降，竇建德建立的夏與王世充建立的鄭滅亡。
  - 唐平蕭銑之戰，李孝恭率唐軍攻滅長江中游、江南割據勢力蕭銑。
  - 高開道叛離唐朝，北連突厥，南聯劉黑闥，復稱燕國。
  - 劉黑闥率竇建德餘部起兵，半年恢復竇建德原有勢力，並遣使北結突厥。
  - 吳王杜伏威平定李子通。
  - 8月2日－開元通寶鑄行。

- 中東
  - 7月27日——夜，《古蘭經》記載穆罕默德在麥加被天使帶著神獸迎接，「夜行」瞬間趕到耶路撒冷。
  - 薩珊王朝完全控制拜占庭埃及，庫斯勞二世派遣沙赫拉蘭約贊（英语：Sahralanyozan）擔任埃及總督。

## 各国领袖

### 非洲
- 阿克苏姆帝国 - Armah, 国王 (614–660)

### 美洲
- 玛雅 - 巴加尔二世, 帕伦克君主 (615–683)

### 亚洲
- 中国 -
  - 唐朝 - 唐高祖 (李渊), 中国皇帝 (618–626)
  - 主要割据势力：林士弘(楚帝616–622)，梁师都(梁帝617–628)，萧铣(梁帝617–621)，窦建德(夏王618–621)，高开道(燕王618–624)，王世充(郑帝619–621)，李子通(吴帝619–621)
- 突厥
  - 东突厥 -

  1. 处罗可汗 (619–621)
  2. 颉利可汗 (621–630)

  - 西突厥 - 统叶护可汗 (618–630)
- 高昌 - 麴伯雅, 高昌王 (601–623)
- 吐谷浑 - 伏允, 可汗 (597–635)
- 日本 (飞鸟时代) - 推古天皇, 日本天皇 (593–628)
- 朝鲜半岛 (朝鲜三国) -
  - 百济 - 武王, 百济王 (600–641)
  - 高句丽 - 荣留王, 高句丽王 (618–642)
  - 新罗 - 真平王, 新罗王 (579–632)
- 北印度 - 戒日王 (606–648)
- 遮娄其王朝 - 補羅稽舍二世（英语：Pulakesi II）, 遮娄其王朝君主 (609–642)

### 中东
- 波斯 - 霍斯劳二世, 波斯皇帝 (590–628)

### 欧洲
- 阿瓦尔 -
  - 库勃拉特（英语：Kubrat）, 阿瓦尔可汗 (617–665)
  - 欧嘉纳（英语：Organa）, 摄政 (617–630)
- 拜占庭帝国 - 希拉克略 (610–641)
- 法兰克王国 - 克洛塔爾二世, 法兰克墨洛温王朝国王 (613–629)
- 伦巴底王国 - 阿达罗尔德 (616–626)
- 英格兰 (七国时代) - 东盎格利亚, 不列颠的统治者（Bretwalda）
  - 东盎格利亚 - 雷德沃尔德 (593–624)
  - 埃塞克斯王国 - 西吉伯特一世（英语：Sigeberht I of Essex） (617–653)
  - 肯特王国 - 伊德鲍尔德（英语：Eadbald of Kent） (616–640)
  - 默西亚王国 -
  - 诺森布里亚 - 埃德温（英语：Edwin of Northumbria）, 诺森布里亚王(616–632)
  - 萨塞克斯王国 -
  - 韦塞克斯 - 西内吉尔斯, 韦塞克斯王 (611–643)
- 苏格兰
  - 达尔里阿达 - Eochaid Buide奥凯德, 达尔里阿达（Dál Riata）王 (608–629)
  - 斯特拉斯克莱德王国 -

  1. 内索恩（英语：Neithon of Strathclyde） (617–621)
  2. 比利一世（英语：Bili I of Strathclyde） (621–633)
- 西哥特王国 - 
  1. 希瑟布特（英语：Sisebur）(612–621)
  2. 雷卡雷德二世（英语：Reccared II） (621)
  3. 苏因提拉（英语：Suintila） (621–631)

- 威尔士 -
  - 格威尼德王国 - Cadfan ap Iago (613-c.625)

## 逝世
- 窦建德，隋末唐初割據勢力之一。
- 王世充，隋末唐初割據勢力之一。
- 孟海公，隋末民變首領之一，後歸附竇建德。
- 蕭銑，梁宣帝曾孫，隋煬帝蕭皇后外戚，割據長江中游地區，南到交趾，北到漢水，西達長江三峽，東及九江。
- 沈法興，隋末唐初割據勢力之一。
- 6月5日——單雄信，隋唐十八好漢之一，被唐軍圍困伏牛山，見勝利無望，單驅馬跳崖未死，被俘押至洛陽，拒不投降，最後斬於洛陽。
- 6月5日——朱粲，隋末民變領袖之一，號稱楚皇帝，依附的王世充兵敗後被李世民生擒於洛水上斬殺。